# Mayara Floss
Mayara Floss (Chapecó, 1990) é uma médica de família e comunidade, pesquisadora e escritora brasileira. Formada pela Universidade Federal do Rio Grande e com doutorado em patologia pela USP. Em 2017 apresentou o TEDx "Por que saúde rural?". Conhecida também pelo seu trabalho encaminhando os pacientes para voltarem a estudar na Educação de Jovens e Adultos (EJA).   

## Lista de Obras
- Diário dos Abraços (2022, Editora Coragem)[5]
- Mundo Impossível (2024, Editora Coragem)[6]